# Copiapoa taltalensis
Copiapoa taltalensis är en art inom randkaktussläktet och familjen kaktusväxter, som har sin naturliga utbredning i Chile.

## Beskrivning
Copiapoa taltalensis är en klotformad eller kort cylindrisk kaktus som blir upp till 40 centimeter lång och 11 centimeter i diameter. Den är uppdelad i 10 till 15 åsar. 

## Underarter
C. taltalensis ssp. taltalensis
Huvudarten har bruna taggar.
C. taltalensis ssp. desertorum (F.Ritter) G.J.Charles 2004
Underarten desertorum bildar stora tuvor, blir 6 till 10 centimeter i diameter och är uppdelad i 10 till 15 åsar. Taggarna är svarta.

## Synonymer
Echinocactus taltalensis Werderm. 1929
Copiapoa rubriflora F.Ritter 1963
Copiapoa rupestris F.Ritter 1963
Copiapoa desertorum F.Ritter 1980